# Brunellia dulcis
Brunellia dulcis är en tvåhjärtbladig växtart som beskrevs av Macbride. Brunellia dulcis ingår i släktet Brunellia och familjen Brunelliaceae. Inga underarter finns listade i Catalogue of Life.